# Lars Christiansen
Lars Roslyng Christiansen (* 18. April 1972 in Sønderborg, Dänemark) ist ein ehemaliger dänischer Handballer, der in seiner aktiven Zeit über weite Strecken als einer der besten Linksaußen der Welt galt. Mit 2875 Toren ist er der drittbeste Torschütze der Handball-Bundesliga aller Zeiten hinter Hans Lindberg und Yoon Kyung-shin. Bei der Wahl zum „Welthandballer des Jahres 2002“ wurde er Zweiter.

## Karriere

### Im Verein
Christiansen begann das Handballspielen bei Vidar Sønderburg. Als einer seiner Mitspieler aufgrund einer Krankheit ausfiel, wechselte er im Alter von zehn Jahren von der Position Kreisläufer auf die Position Linksaußen. Ab 1990 lief Christiansen für Ribe HK auf und wechselte zwei Jahre später zu KIF Kolding. Mit Kolding gewann er zweimal die dänische Meisterschaft sowie einmal den dänischen Pokal.
Christiansen spielte ab der Saison 1996/97 bei der SG Flensburg-Handewitt mit der Rückennummer 15. In seiner ersten Saison bei der SG, in der die Mannschaft den EHF-Cup gewann, war er anfangs hinter dem damaligen deutschen Nationalspieler Holger Schneider lediglich Reservist. In der Saison 1997/98 war er erstmals der beste Torschütze im Trikot der Flensburger. Mit dem Euro-City-Cup 1999 und dem Europapokal der Pokalsieger 2001 folgten zwei weitere internationale Titel. 2003 gewann er mit der SG den ersten nationalen Titelgewinn, den DHB-Pokal. Im Finale erzielte Christiansen in der Verlängerung den entscheidenden Treffer zum 31:30-Erfolg gegen TUSEM Essen. In den beiden folgenden Spielzeiten konnte die SG ihren Titel im DHB-Pokal erfolgreich verteidigen. In der Saison 2003/04 gewann Christiansen mit der SG die deutsche Meisterschaft.
Christiansen verließ im Sommer 2010 die SG Flensburg-Handewitt. In den 14 Spielzeiten bei der SG bestritt der Däne insgesamt 626 Pflichtspiele für Flensburg, in denen er 3996 Tore warf (davon 1623 Siebenmeter). Er hält den Bundesliga-Rekord für die meisten Tore für einen Verein (2875), seine bisherige Bestmarke für die meisten verwandelten Strafwürfe überhaupt (1224) wurde am 12. Dezember 2021 von seinem Landsmann Hans Lindberg egalisiert. Am 27. Dezember 2022 überholte ihn Lindberg auch in der ewigen Torschützenliste.
Anschließend spielte er beim dänischen Erstligisten KIF Kolding. Nach der Saison 2011/12 beendete er dort seine Karriere.

### In der Nationalmannschaft
Bei seinem Debüt in der dänischen Nationalmannschaft am 25. Oktober 1992 gegen die Niederlande erzielte Christiansen einen Treffer. Sein erstes Turnier mit Dänemark war die Europameisterschaft 1996 in Spanien. In den folgenden fünf Jahren konnte sich Christiansen mit Dänemark nur für die WM 1999 und EM 2000 qualifizieren, an deren Endrunden er auch teilnahm. Bei der EM 2002 belegte Dänemark den dritten Platz und Christiansen wurde in das All-Star-Team gewählt.
Seine nächsten Turnierteilnahmen waren die WM 2003, die EM 2004, die WM 2005, die EM 2006 und die WM 2007, wobei er bei den Europameisterschaften 2004 und 2006 sowie der Weltmeisterschaft 2007 jeweils die Bronzemedaille errang. Bei der EM 2008 gewann Christiansen seinen ersten Titel mit der Nationalmannschaft. Zusätzlich wurde er in das All-Star-Team gewählt und teilte sich die Torjägerkrone mit Nikola Karabatić und Ivano Balić. Im selben Jahr nahm Christiansen an den Olympischen Spielen teil, bei denen er am Ende den siebten Rang belegte. Nachdem bei der WM 2009 und EM 2010 ein Podestplatz verpasst wurde, belegte er mit der dänischen Auswahl den zweiten Platz bei der WM 2011. Ein Jahr später gewann er seinen zweiten EM-Titel.
Christiansen bestritt am 7. April 2012 gegen Deutschland sein letztes Länderspiel. Nachdem der Außenspieler anschließend nicht in den Kader für die Olympischen Spiele 2012 berufen worden war, beendete er seine Karriere. In den 20 Jahren in der Nationalmannschaft bestritt Christiansen 338 Länderspiele, womit er Rekordnationalspieler seines Landes ist. Weiterhin ist er mit insgesamt 1503 Toren Rekordtorschütze im dänischen Trikot.

### Spielweise

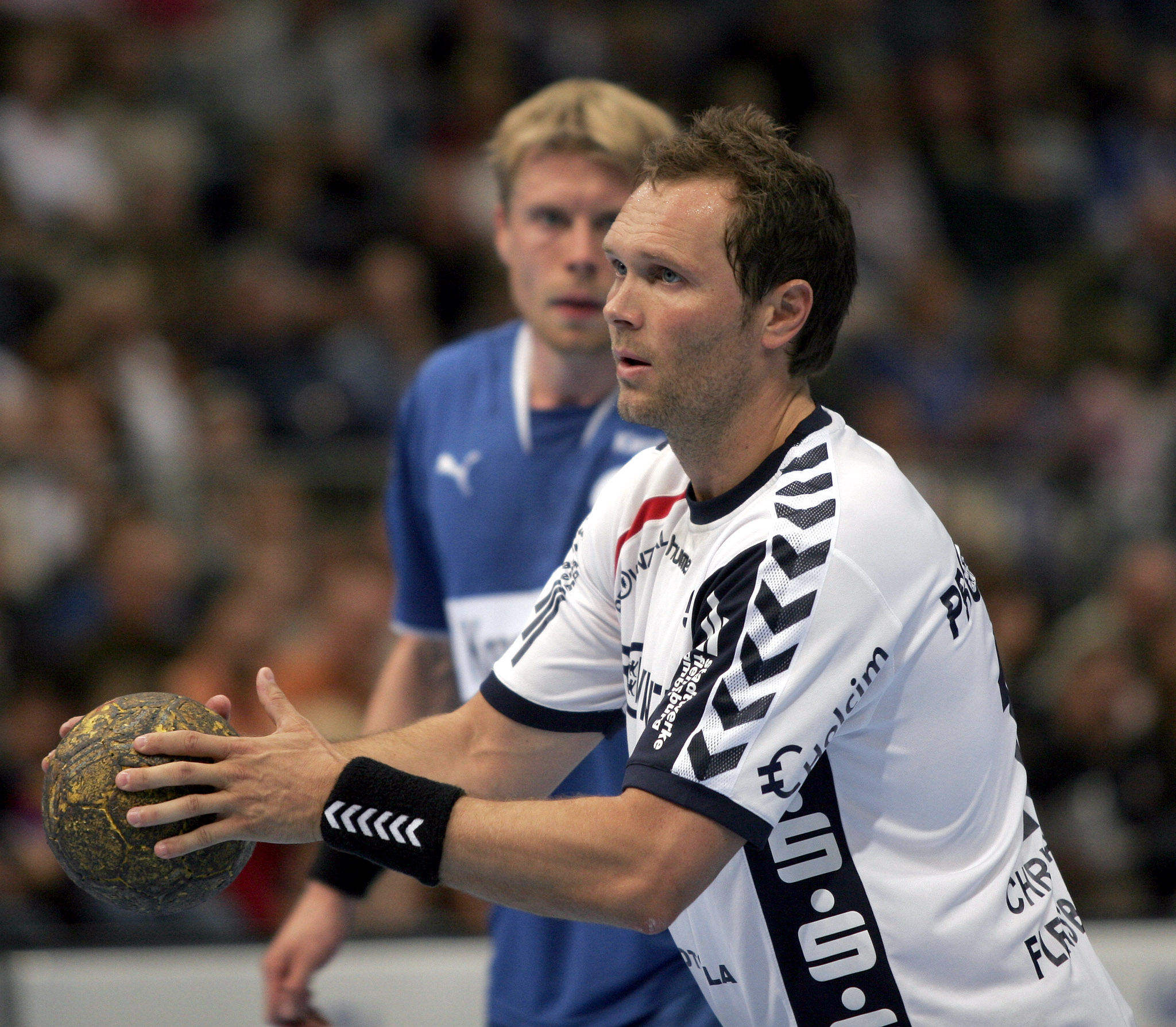
Lars Christiansen an der Siebenmeterlinie

Christiansen verfügte über ein großes Repertoire an Wurfvarianten. In seiner aktiven Zeit galt er als einer der sichersten Siebenmeterschützen im Handballsport.

### Erfolge
- Deutscher Meister 2004
- DHB-Pokal 2003, 2004, 2005
- Champions-League-Finale 2004, 2007
- EHF-Cup 1997
- Europapokal der Pokalsieger 2001
- Euro-City-Cup 1999
- Dänischer Meister 1993, 1994
- Dänischer Pokal 1993
- Junioren-Vize-Weltmeister 1993
- Vize-Weltmeister 2011
- WM-Bronze 2007
- Europameister 2008, 2012
- EM-Bronze 2002, 2004, 2006

### Ehrungen
- Torschützenkönig der Europameisterschaft 2008 zusammen mit Nikola Karabatić und Ivano Balić
- Bundesliga-Torschützenkönig 2003, 2005
- All-Star bei der EM 2002, EM 2008
- Berufung für das HBL All-Star Game 2002, 2003, 2005, 2006, 2007, 2008, 2009, 2010
- All-Star der dänischen Liga 2011[18]
- 2015 Aufnahme in die Sportens Hall of Fame[19]
- Im Jahr 2003 wurde er zu Dänemarks Handballer der Jahres gewählt.[20]

### Trainer- und Funktionärstätigkeit
Christiansen und Christina Roslyng übernahmen 2017 eine Jugendmannschaft beim dänischen Verein Klakring IF. Im November 2019 wurde Christiansen Mitglied des Trainerstab der SG Flensburg-Handewitt, übernahm Aufgaben in der Spielersichtung, in den alltäglichen Trainingsabläufen und wurde Bindeglied zwischen der SG-Geschäftsführung sowie der sportlichen Führung. Sein Amt wurde von der SG als Koordinator Lizenzspielabteilung bezeichnet. Nach der Saison 2022/23 endete seine Tätigkeit bei der SG Flensburg-Handewitt. Im Juli 2023 wurde er Sportdirektor bei KIF Kolding. Nach der Saison 2024/25 endete seine Tätigkeit bei KIF Kolding.

## Privates
Der ausgebildete Sportlehrer heiratete im Sommer 2006 die dänische Nationalspielerin Christina Roslyng. Nach drei Jahren Ehe ließen sie sich scheiden. Im Oktober 2012 gaben sie bekannt, dass sie wieder ein Paar sind. Zusammen mit ihr hat er zwei Söhne. Die Familie ließ sich in Juelsminde nieder. Sein Sohn Frederik Roslyng spielt Fußball beim dänischen Verein AC Horsens.

## Sonstiges

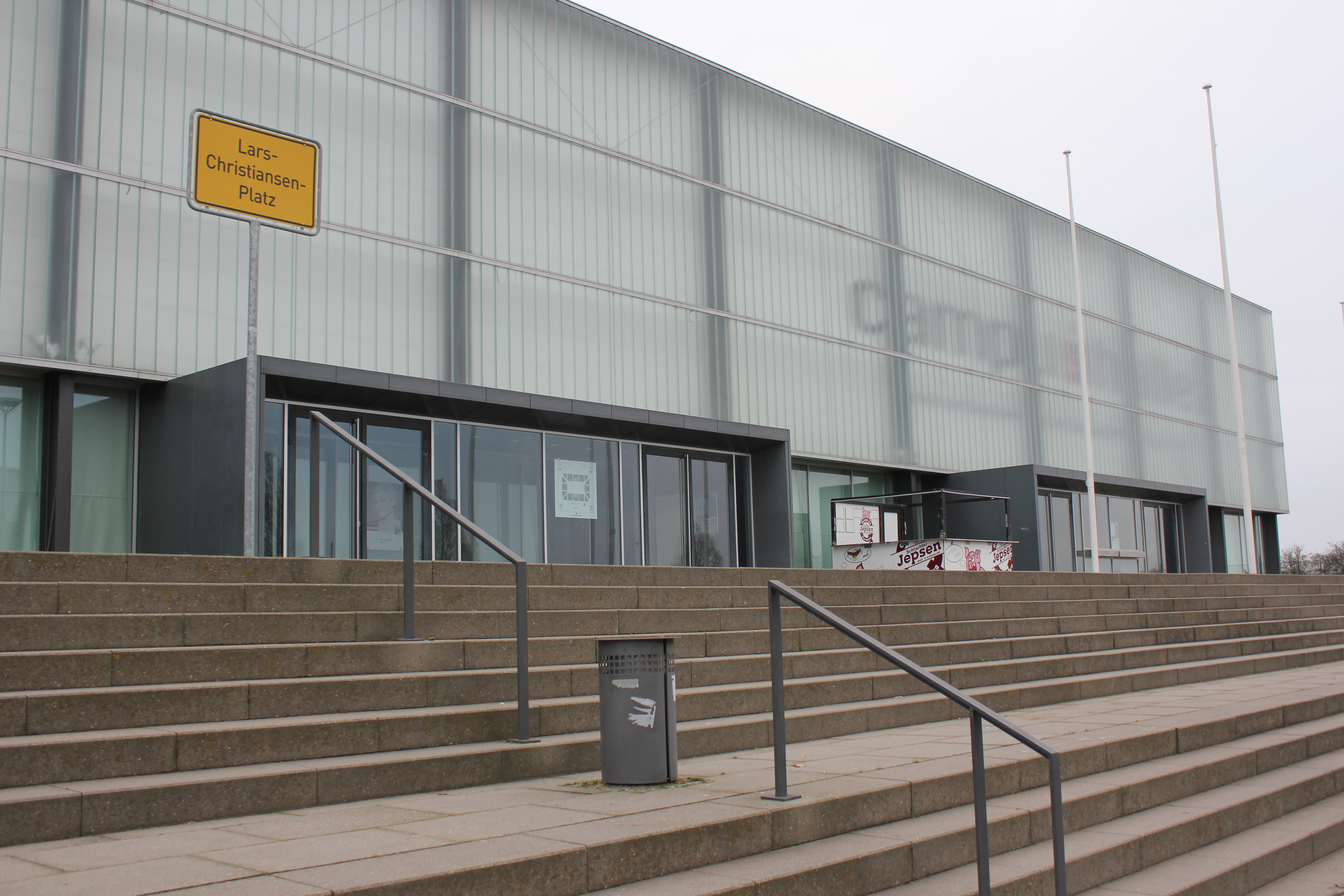
Lars-Christiansen-Platz vor der Campushalle

Im August 2010 benannte die Stadt Flensburg den bis dahin namenlosen Platz vor der Campushalle in Lars-Christiansen-Platz um.
Nach seinem Karriereende beteiligte sich Christiansen an einer Spielerberatungsfirma und arbeitete als Handballexperte beim dänischen Fernsehsender DR1.
Gemeinsam mit dem Journalisten Ulrik Jønsson schrieb er das Buch „Når sandheden skal frem“ (dt. Wenn die Wahrheit ans Licht kommen muss), das am 29. November 2013 in Dänemark veröffentlicht wurde. Darin schildert er seine persönlichen Erfahrungen mit einer Burnout-Erkrankung.